# River Culm
River Culm är ett vattendrag i Storbritannien.   Det ligger i riksdelen England, i den södra delen av landet, 250 km väster om huvudstaden London.